# Bowman (Dakota del Norte)
Bowman es una ciudad situada en el condado homónimo, en Dakota del Norte, Estados Unidos. Tiene una población estimada, a mediados de 2023, de 1411 habitantes.
Es la sede del condado.

## Geografía
La localidad está ubicada en las coordenadas 46°11′04″N 103°24′11″O / 46.18444, -103.40306 (46.184324, -103.402946). Según la Oficina del Censo, tiene una superficie de 4.83 km², correspondientes en su totalidad a tierra firme.

## Demografía
Según el censo de 2020, en ese momento había 1470 personas residiendo en la localidad. La densidad de población era de 304.35 hab./km². El 91.36% de los habitantes eran blancos, el 1.29% eran amerindios, el 0.68% eran asiáticos, el 0.14% eran isleños del Pacífico, el 1.84% eran de otras razas y el 4.69% eran de una mezcla de razas. Del total de la población, el 6.05% eran hispanos o latinos de cualquier raza.